# Козлов, Гавриил Игнатьевич
Гаврии́л Игна́тьевич Козло́в (около 1738, Москва — 22 мая [2 июня] 1791, Санкт-Петербург) — художник русского классицизма — живописец и рисовальщик, автор исторических картин, художник декоративно-прикладного искусства, академик и старший профессор Императорской Академии художеств в Санкт-Петербурге.

## Биография

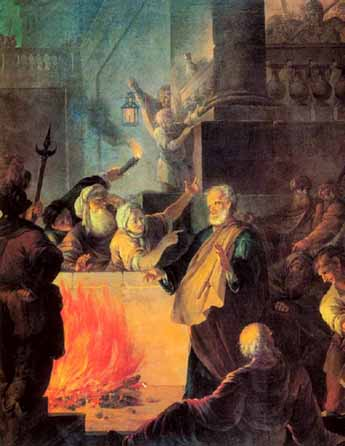
Деталь картины «Отречение Петра». 1762

Гавриил Козлов родился в 1738 году и был крепостным князя П. Ф. Тюфякина в Москве. О его детских годах ничего не известно, но, вероятно, он происходил из семьи потомственных иконописцев. В 1753 году его имя документировано в «команде живописцев», призванных императрицей Елизаветой Петровной на строительство дворца в Царском Селе.
Живописи Козлов учился «в команде» у более опытных И. Вишнякова и А. Бельского, затем у А. Перезинотти и Дж. Валериани. В августе 1762 года при содействии Перезинотти и Валериани Козлов представил на звание адъюнкта Императорской Академии художеств, а затем «назначенного в академики» картину «Апостол Пётр отрекается от Христа» .
В 1771 году художник получил звание профессора, затем стал старшим профессором и адъюнкт-ректором Академии художеств (1779), почётным академиком Испанской Академии искусств.
Г. И. Козлов был также директором Воспитательного училища при Академии художеств. В 1779 году назначен директором Санкт-Петербургской шпалерной мануфактуры. Он писал картоны для шпалер, занимался миниатюрной живописью, выполнял рисунки оформления интерьеров и предметов быта. Среди его учеников был Ф. И. Яненко.
Особое значение имеет деятельность Козлова в истории русского фарфора, в частности проект росписи «Георгиевского сервиза», изготовленного к празднованию в 1778 году в Зимнем дворце девятой годовщины учреждения в России ордена Святого Георгия Победоносца. Важный заказ императрица Екатерина II поручила частному предприятию Фрэнсиса (Франца Яковлевича) Гарднера, шотландского лесоторговца, основавшего в 1766 году под Москвой, в селе Вербилки Дмитровского уезда производство фарфора. В 1775—1780 годах у Гарднера работал немецкий технолог и живописец из Майсена Иоахим Кёстнер. Остроумный композиционный приём — орден в обрамлении лент — согласуется со стилем ампир, который начал формироваться во Франции лишь четверть века спустя, но имеет прототипы в продукции берлинской и майсенской мануфактур. На этом основании изобретение декора Георгиевского сервиза долгое время приписывали Кёстнеру. Однако, в документах, обнаруженных М. Г. Вороновым, названа фамилия Г. И. Козлова. Согласно этим документам, «задолго до того, как дворцовое ведомство закажет Францу Гарднеру изготовить на его заводе под Москвой орденские сервизы, Козлов по поручению Потёмкина работал над рисунками для этих сервизов» .
В 1779—1780 годах аналогично Георгиевскому, на заводе Гарднера изготовили ещё два «орденских» сервиза: Александра Невского и Андреевский. В 1783—1785 годах — последний и самый большой (на 140 персон) — Владимирский сервиз.

## Предметы Георгиевского и Владимирского сервизов

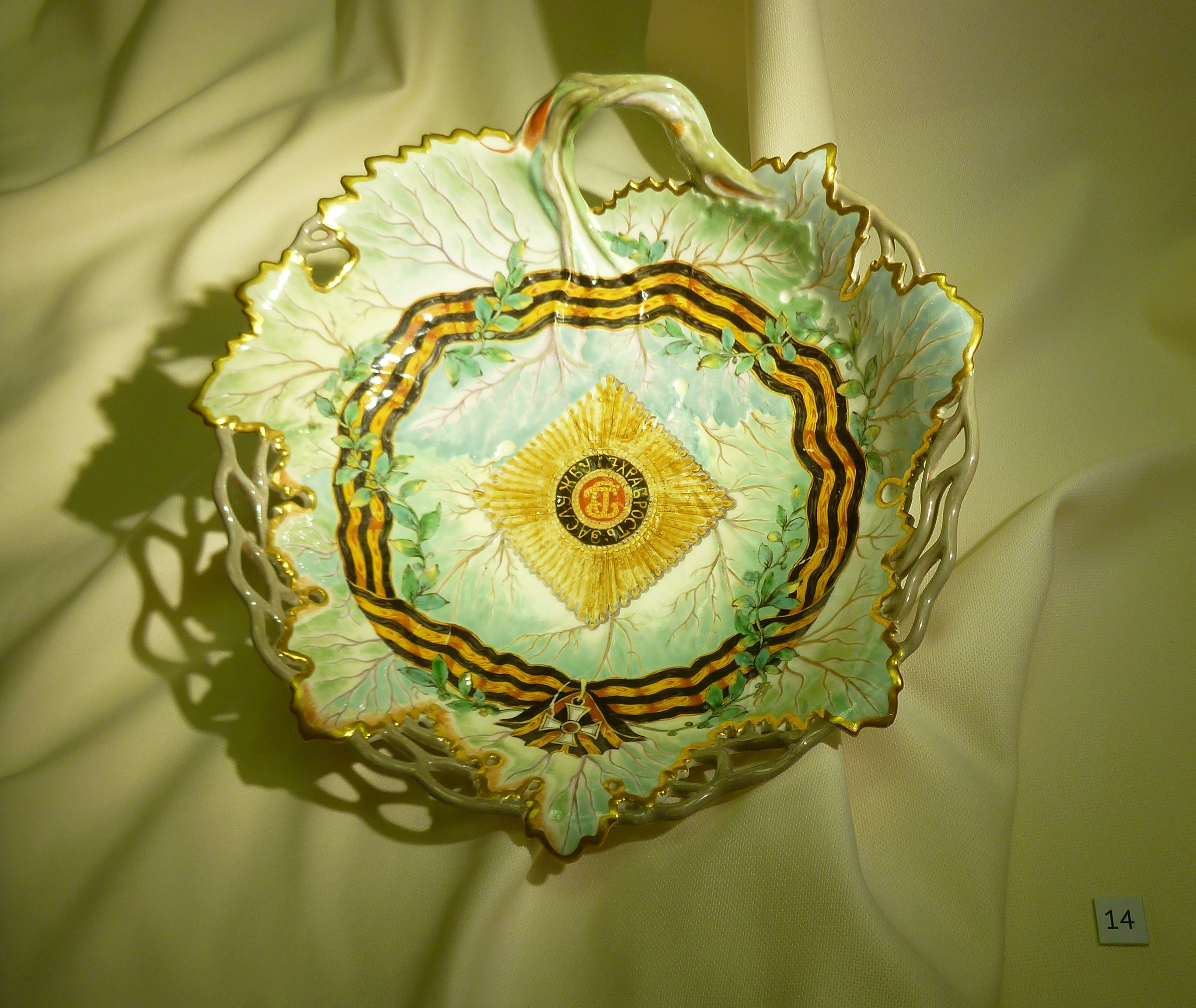
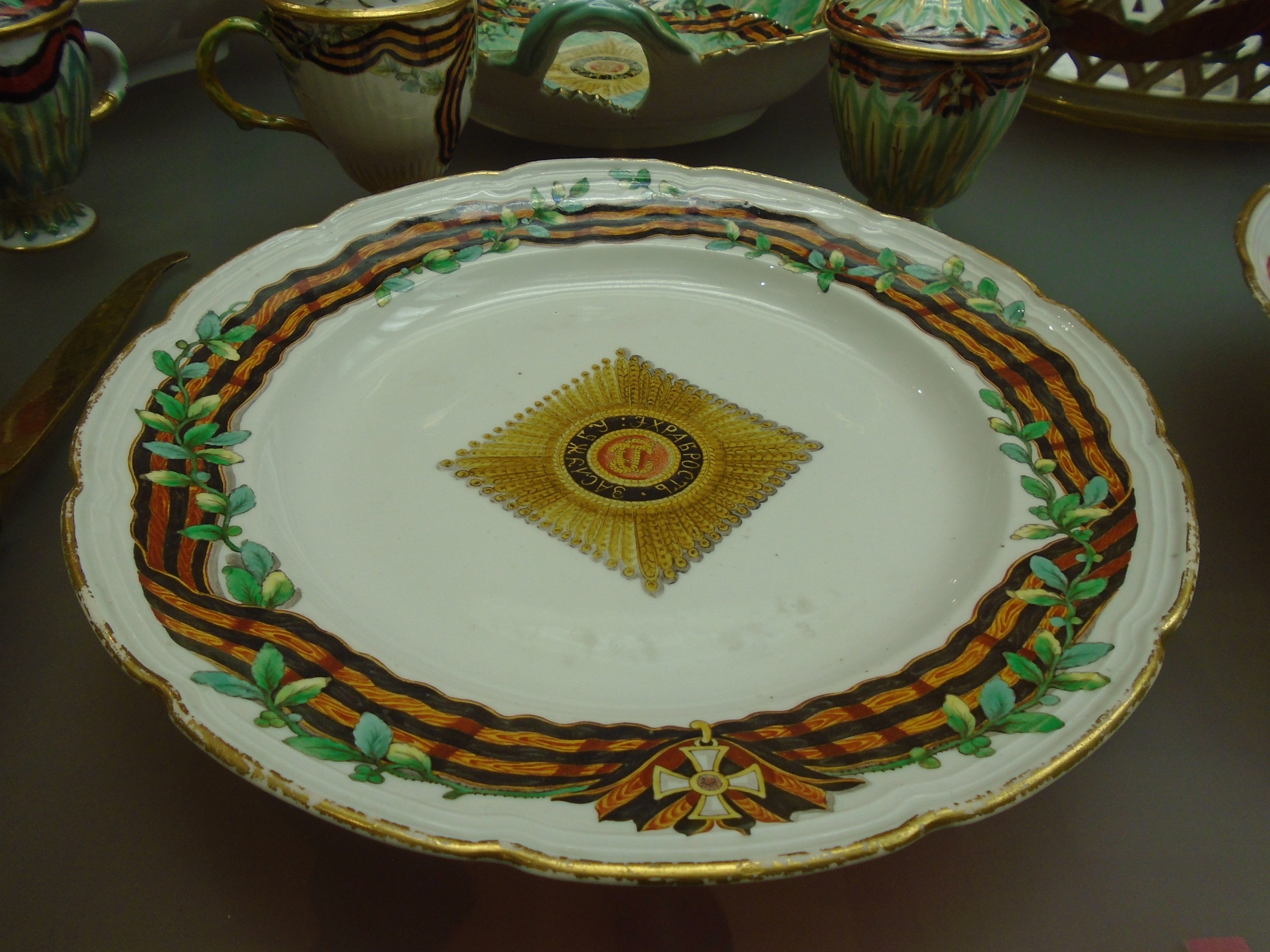
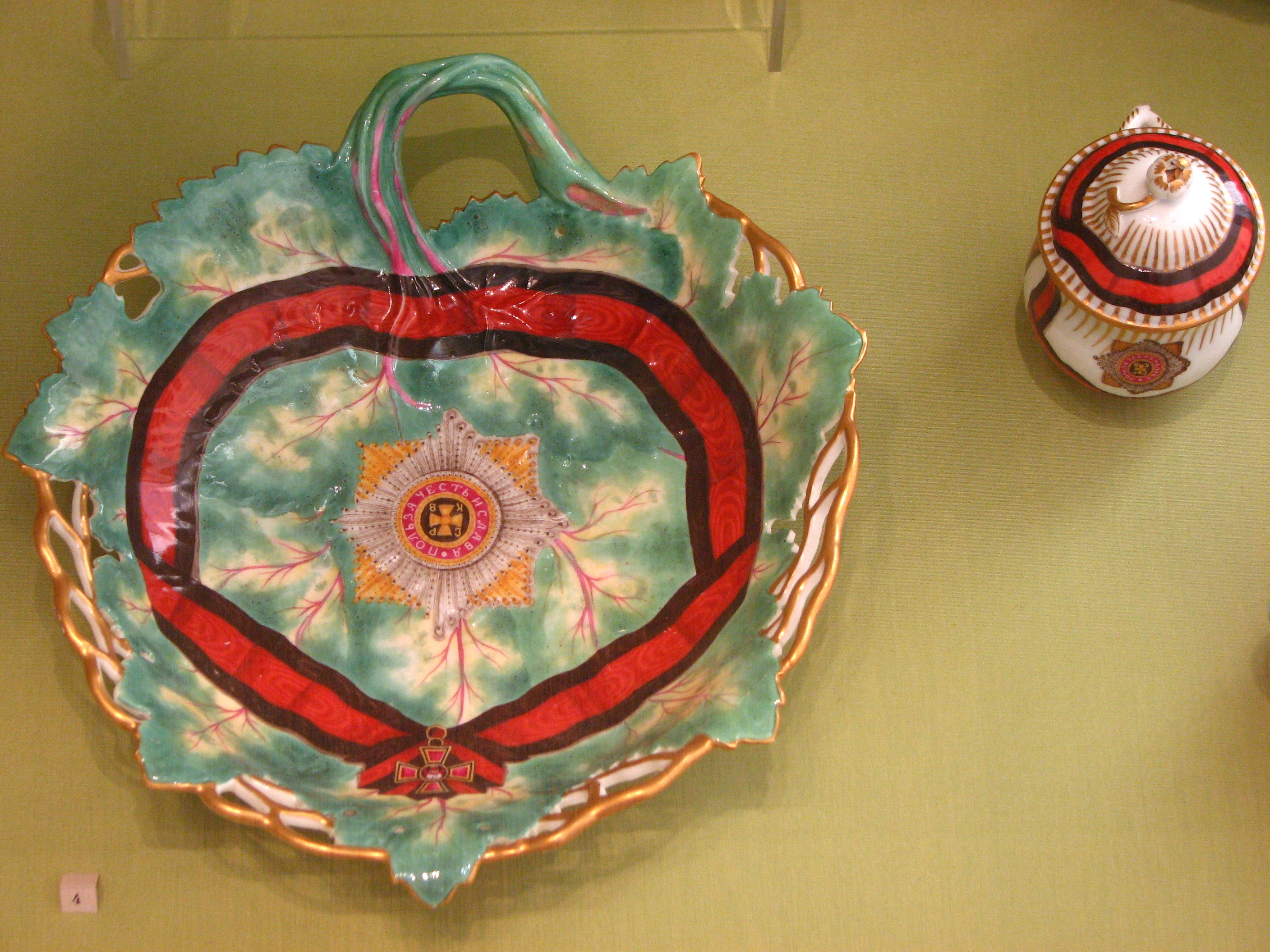
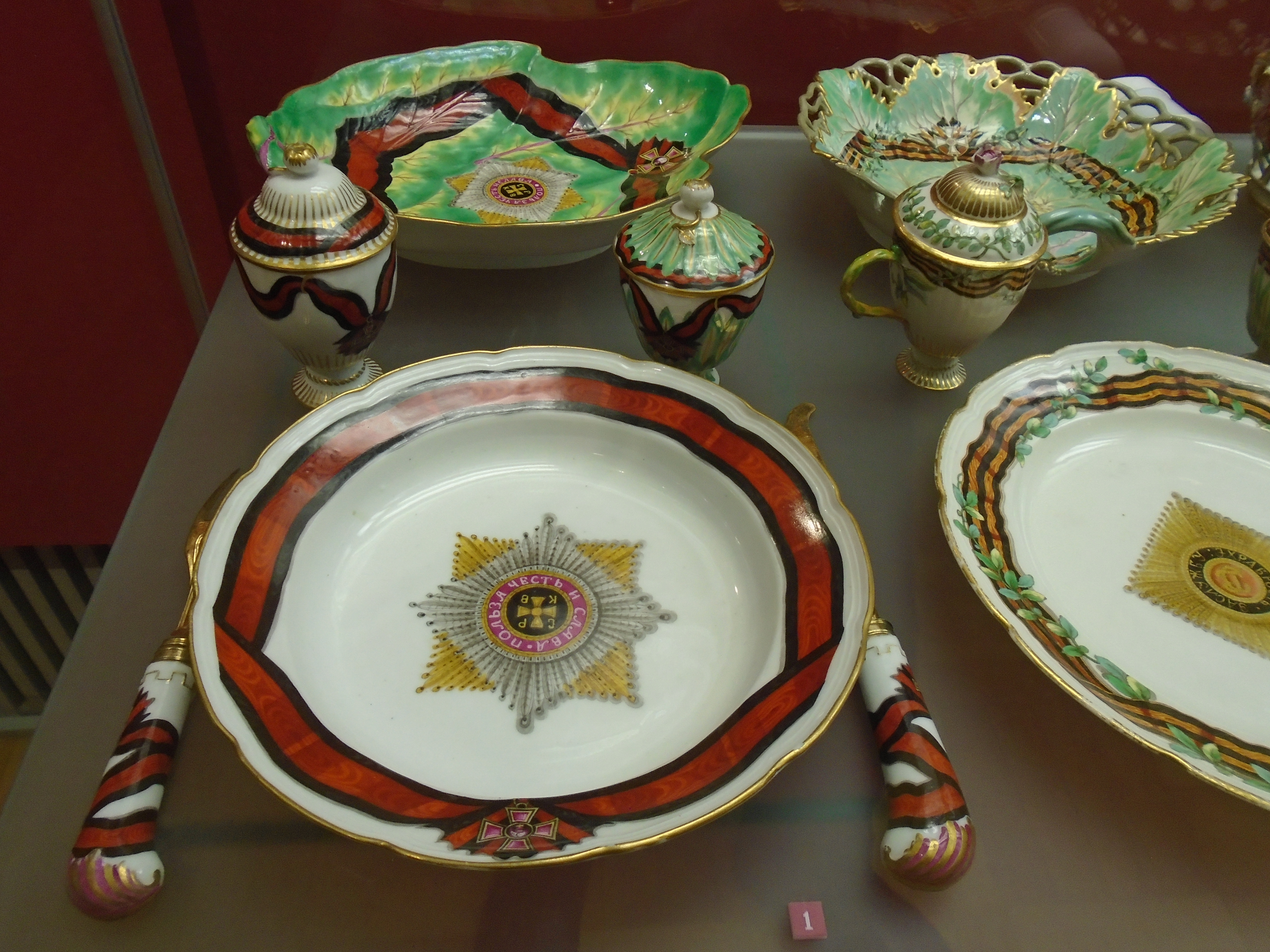

## Известные произведения
Картина
- «Отречение апостола Петра». Не позднее 1762. Холст, масло. 208 × 184 см. Государственный Русский музей, Санкт-Петербург[8].

Иконы
- Образ святого князя Михаила Черниговского и его боярина Феодора. Архангельский собор Московского кремля;
- Иконы северной и южной дверей в иконостасе главной церкви Смоленского православного кладбища в Санкт-Петербурге. 1786—1790[9].

Эскизы
- Крымская колонна. 1785. Эскиз скульптурной композиции трофеев на вершине колонны.